# Jungle Fight - Jungle Comunidade 1
Jungle Comunidade 1 foi um evento de MMA, ocorrido dia 27 de Outubro de 2012 no Espaço Ferrini Paulo de Frontin, Rio de Janeiro.

Jungle Comunidade 1 promove revanche entre Mangueira e Rocinha. seis lutas foram realizadas, Com lutas à parte nos eventos da Cidade de Deus, Mangueira e Rocinha, essa foi a primeira edição que a organização colocou em atividade apenas lutadores de comunidades.Uma das lutas de destaque da competição foi a revanche entre Marcos Vinícius ‘’Cabecinha’’, representante da comunidade da Mangueira e Bruno ‘’Emília’’ Silva, da Rocinha. No primeiro duelo entre os dois, durante o Jungle Fight 36, mesmo lutando na Rocinha, casa de Emília, Cabecinha levou a melhor.
Card – Jungle Comunidade 1
1 - Helio Antônio (Relma Team / Alemão) x Bruno Mesquita (Xgym) 70 kg
2 - André Lourenço (RelmaTeam /Alemão ) x Evanderson Junior Russo (Clayton Mangueira) 61 kg
3 - Alexandre Pinheiro (Relma Team / Alemão) x Junior Pará (Clayton Mangueira) 66 kg
4 - José Claudio (Relma Team / Alemão) x Yago Lopes do Nascimento (Caverna Rio Fight ) 66 kg
5 - Bruno Emília Silva (Aritano / Rocinha) x Marcos Vinícius Cabecinha (Clayton Mangueira) 57 kg
6 - Fabrício Batista (Caverna Rio Fight) x Rafael Pereira (Clayton Mangueira) 70 kg